# János Kubasi
János Kubasi (* 20. Juli 2004) ist ein ungarischer Leichtathlet, der sich auf den Mittelstreckenlauf spezialisiert hat.

## Sportliche Laufbahn
Erste internationale Erfahrungen sammelte János Kubasi im Jahr 2022, als er bei den U20-Weltmeisterschaften in Cali mit 1:51,01 min in der ersten Runde im 800-Meter-Lauf ausschied. Im Jahr darauf belegte er bei den U20-Europameisterschaften in Jerusalem in 1:49,45 min den siebten Platz über 800 Meter. 2025 schied er bei den U23-Europameisterschaften in Bergen mit 1:48,67 min in der Vorrunde über 800 Meter aus und verpasste mit der ungarischen 4-mal-400-Meter-Staffel mit 3:07,25 min den Finaleinzug.
2021 wurde Kubasi ungarischer Meister in der 4-mal-400-Meter-Staffel. 

## Persönliche Bestzeiten
- 400 Meter: 47,50 s, 29. Juli 2023 in Tatabánya
  - 400 Meter (Halle): 48,64 s, 25. Februar 2023 in Budapest
- 800 Meter: 1:46,86 min, 2. Juli 2025 in Veszprém
  - 800 Meter (Halle): 1:49,77 min, 29. Januar 2023 in Budapest (ungarischer U20-Rekord)